# Al Butnan
El districte d'Al Butnam (àrab: شعبية البطنان, xaʿbiyyat al-Buṭnān) és un dels vint-i-dos districtes o xabiyyes en què, des de l'any 2007, se subdivideix políticament Líbia. La seva capital és la ciutat de Tobruk.

## Geografia
Al nord, és banyat pel Mar Mediterrani. A l'est comparteix frontera internacional amb la República Àrab d'Egipte. Dins de Líbia limita amb els districtes de Darna al nord-oest i d'Al Wahat a l'oest i al sud.

## Població i territori
Té 83.860 km² de superfície territorial. Dins d'Al Butnam resideix una població de 144.527 persones (cens de l'any 2006). La densitat poblacional és d'1,72 habitants per cada quilòmetre quadrat del Districte d'Al Butnam.